# V407 Cygni
V407 Cygni (V407 Cyg) è una nova simbiotica situata nella costellazione del Cigno.

## Caratteristiche
V407 Cygni è stata scoperta nel 1936, ed è costituita da una gigante rossa di classe M variabile Mira legata in coppia con una nana bianca da essa occultata.
La stella gigante, tramite il vento stellare, espelle materiale che viene raccolto e accumulato sulla superficie della nana bianca formando una nebulosa. Quando il materiale accumulato raggiunge una densità critica si determina un'intensa esplosione, che dà all'oggetto la tipica caratteristica della nova. 
L'analisi dei dati di archivio ha permesso di rintracciare almeno un paio di episodi esplosivi, uno risalente agli anni 30, e uno più recente verificatosi nel 2003.

## L'esplosione di raggi gamma
Il 10 marzo 2010 il satellite osservatorio di raggi gamma Fermi Gamma-ray Space Telescope ha rilevato un evento transiente costituito da un'intensa emissione di raggi gamma (0,1−10 GeV), la cui associazione a V407 Cygni ha permesso di classificarla come la prima nova in grado di emettere raggi gamma che sia mai stata scoperta. A questa emissione gamma corrispondeva un'intensa eruzione visibile nella banda ottica (fino a magnitudine +7, quando di norma la stella non superava la 13ª magnitudine).
Successive indagini tramite il Very Long Baseline Interferometry (VLBI) hanno permesso di registrare intense emissioni di onde radio, dalle cui analisi si è potuta studiare la morfologia del materiale accumulato sulla nana bianca e come venga modificato dagli eventi esplosivi, riscontrando strette somiglianze con Hen 2-104 (o Nebulosa Granchio australe), un'altra nova simbiotica che ha subito un'intensa esplosione circa 5700 anni fa.